# سهره نوک‌لاکی سرخ
سهره نوک‌لاکی سرخ یا سهره سرخ برنجی  یا سهره توت‌فرنگی (نام علمی: Amandava amandava) نام یک گونه از تیره سهره بافنده است.
به این پرنده، احمدآبادی سرخ هم گفته‌اند.

## نگارخانه

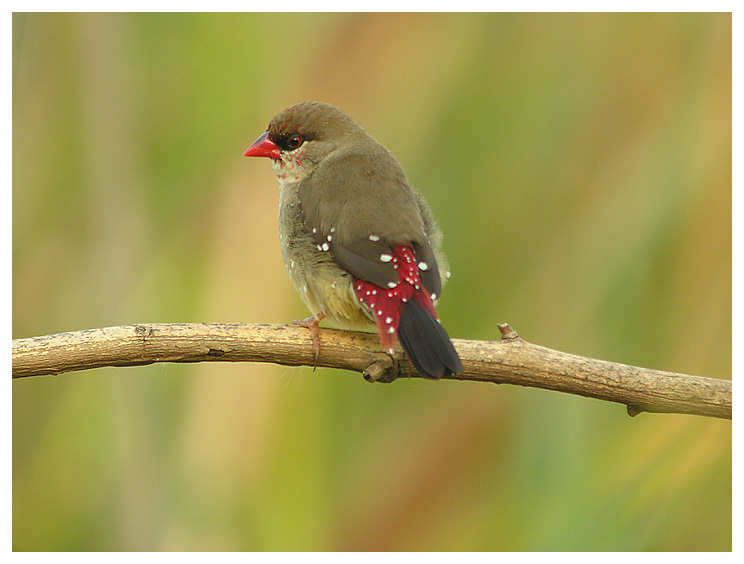
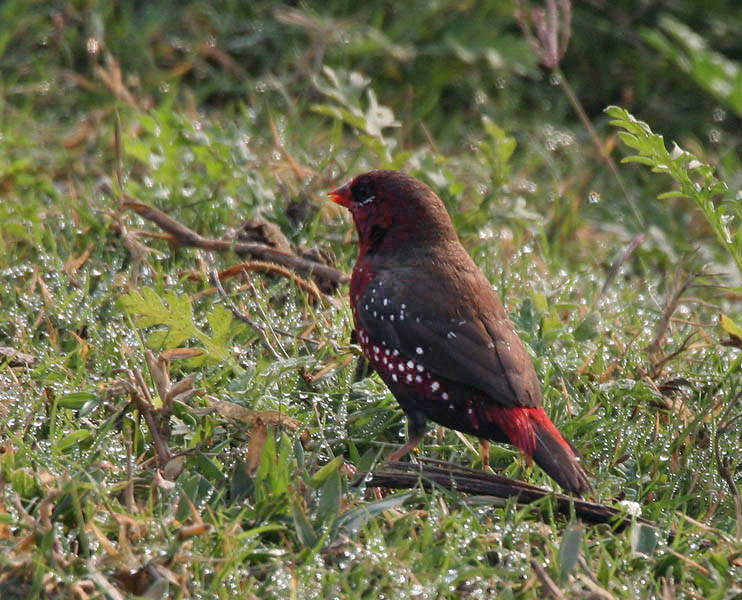
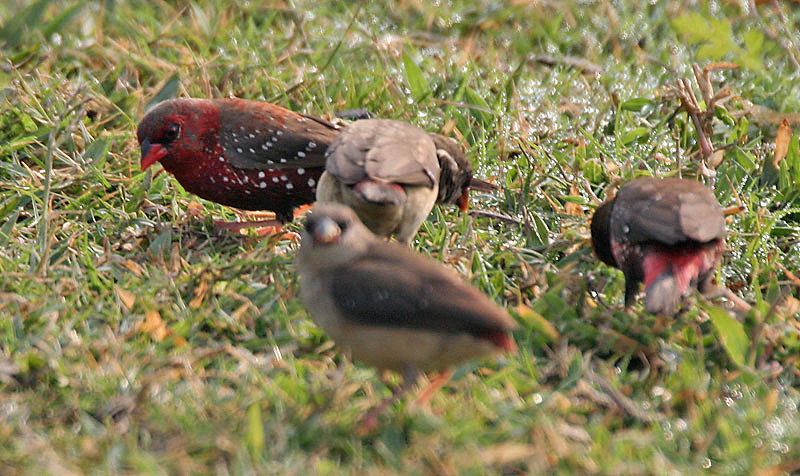
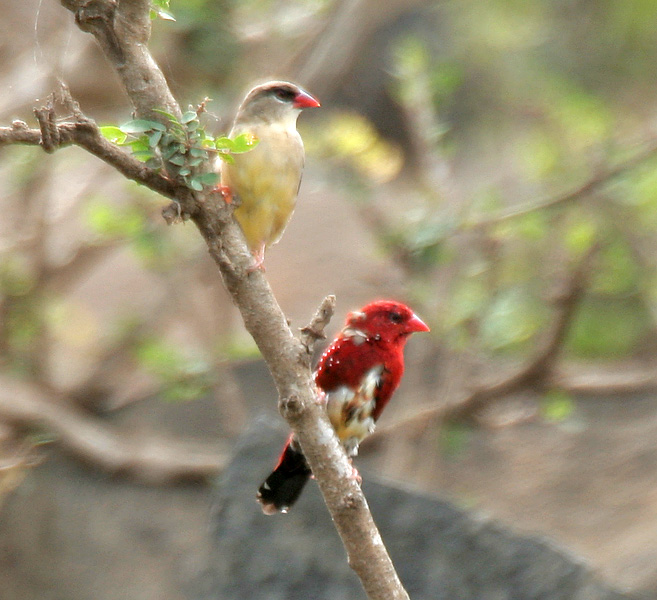
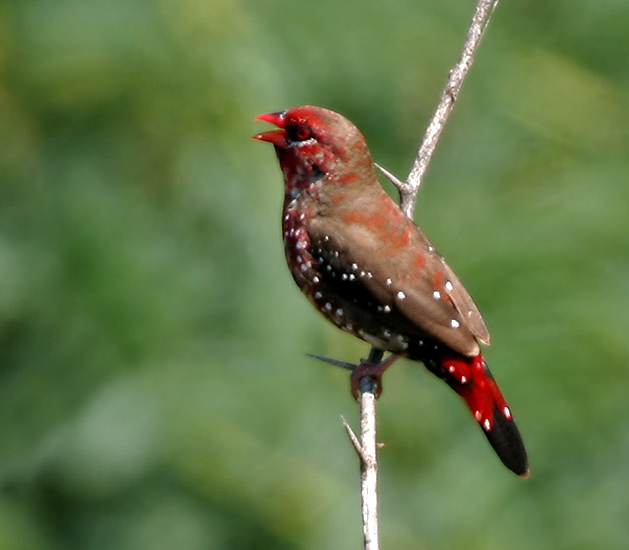
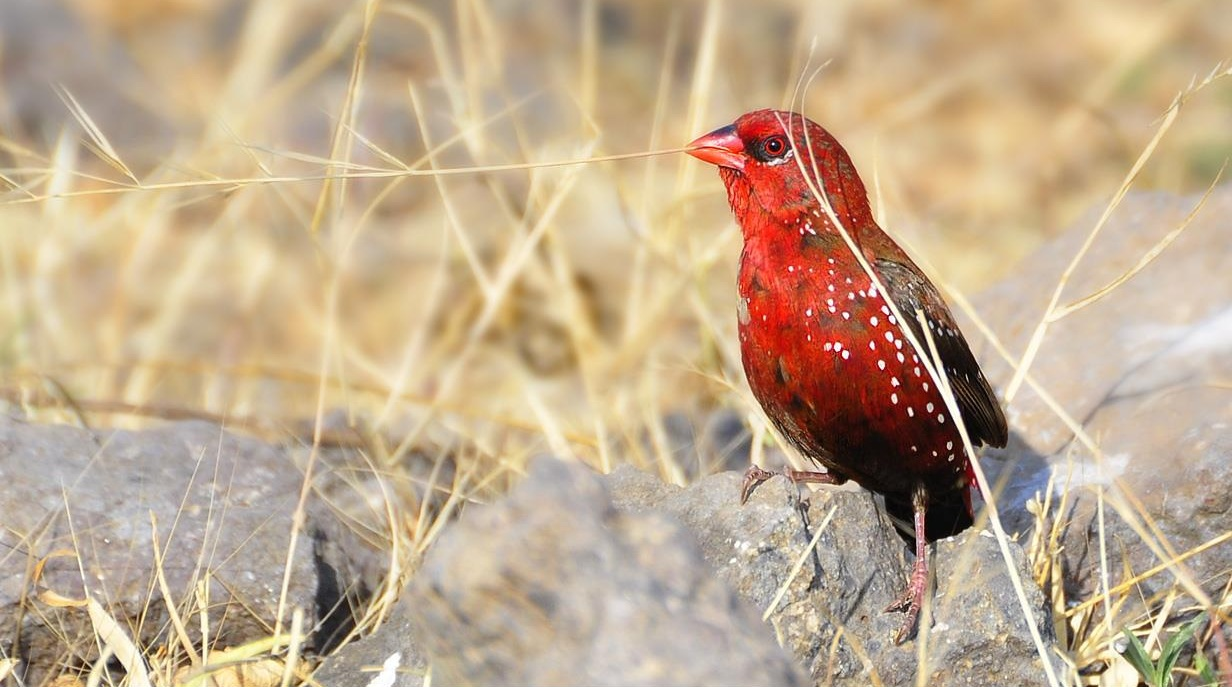
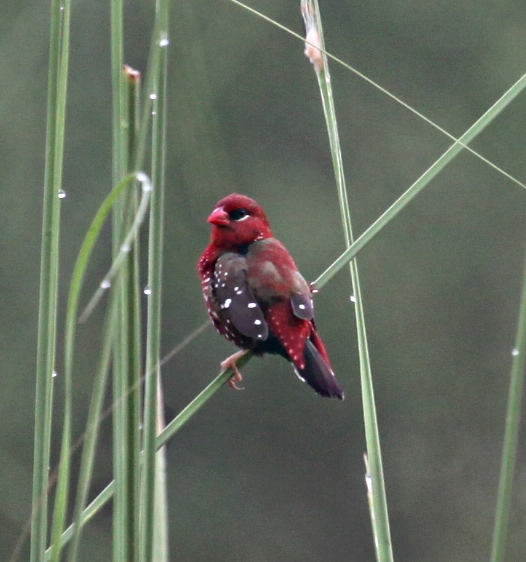
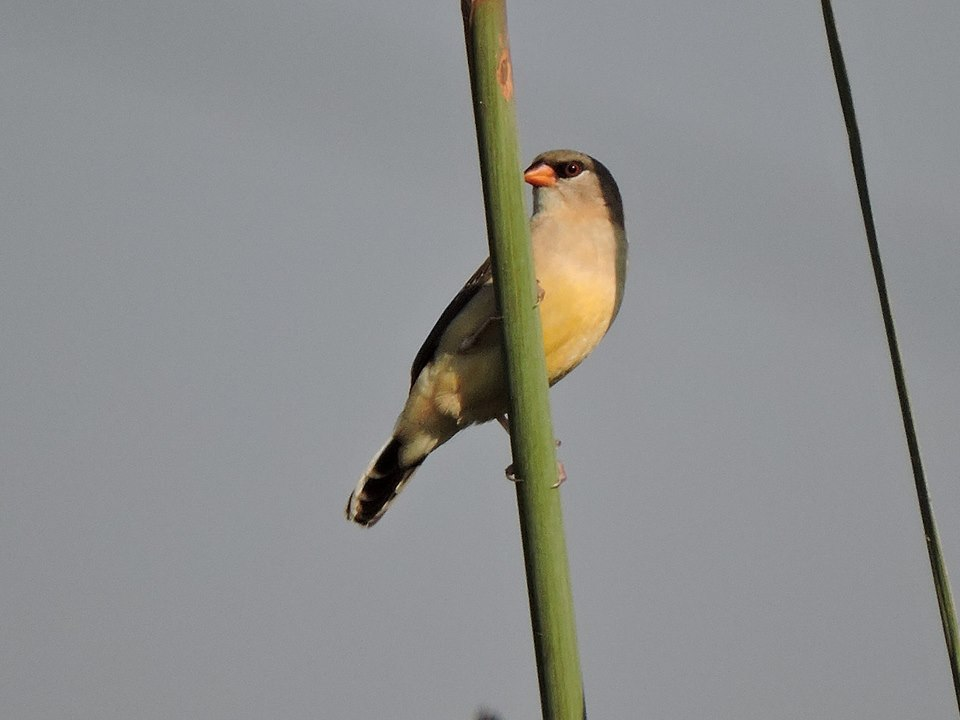
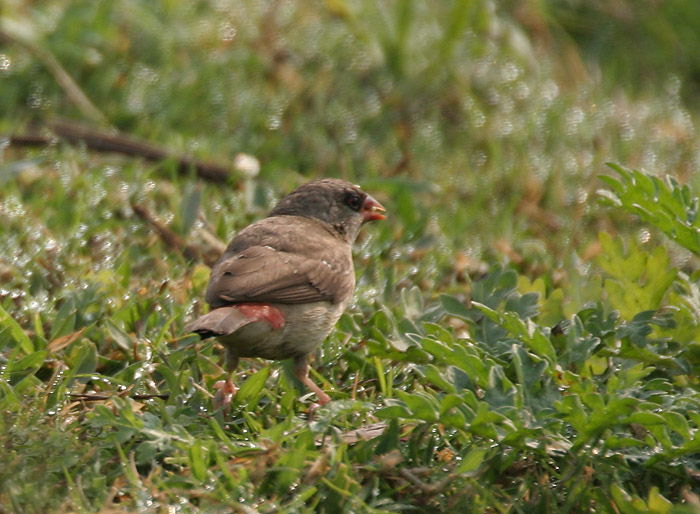
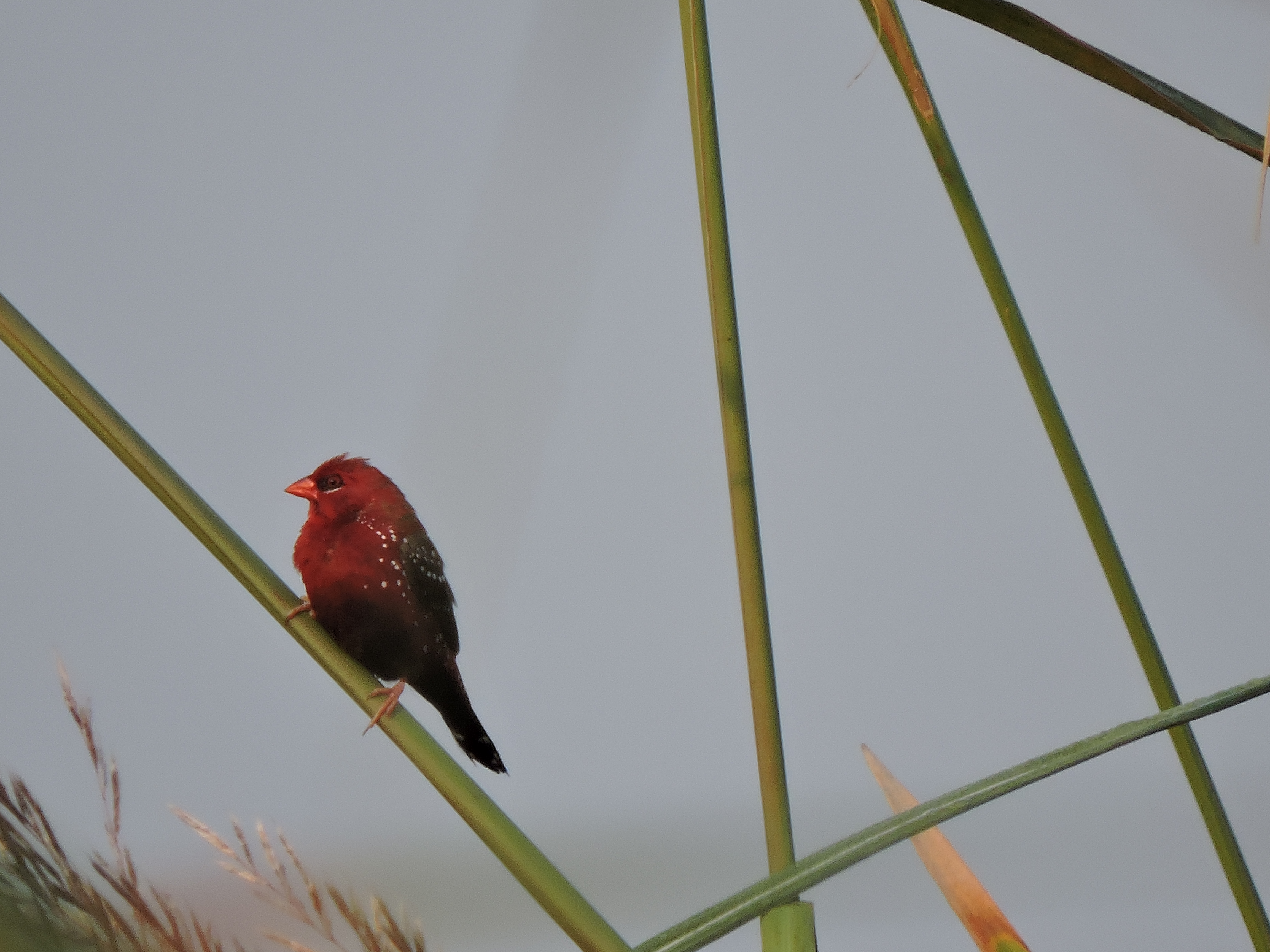
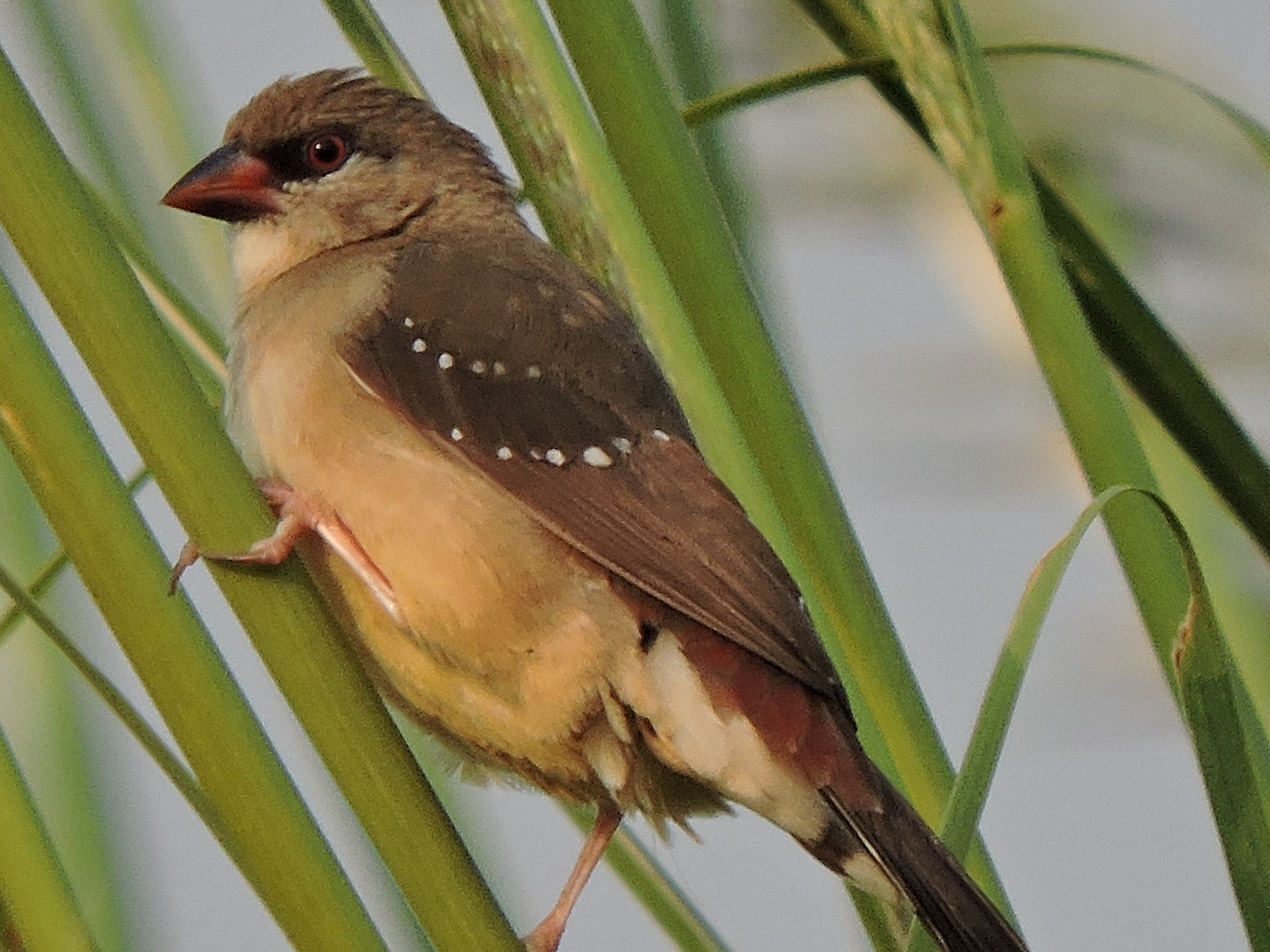
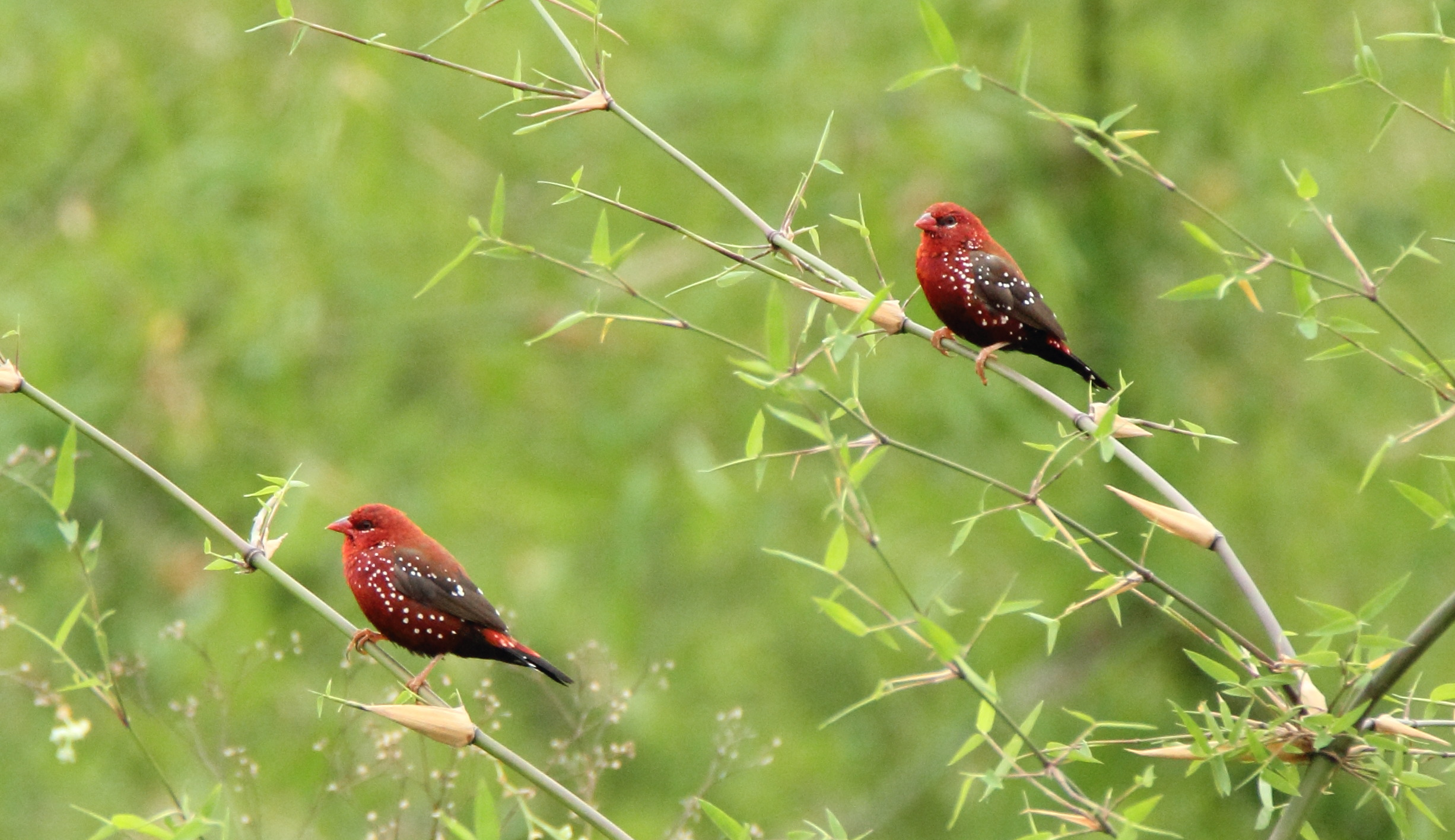